# Szczecin
Szczecin kiejtéseⓘ, IPA: ['ʃʧɛtɕin]; kasub nyelven: Sztetëno ['ʃtɛtənɔ]; németül: Stettin ['ʃtɛtin]; latinul: Stetinum) Lengyelország egyik nagyvárosa, a Szczecin-Kamieńi főegyházmegye érseki székvárosa, kikötő az Odera partján, 60 km-re a Balti-tengertől. A Nyugat-pomerániai vajdaság székhelye. A 2014. évi népszámlálás szerint a lakosság lélekszáma: 408 105.

## Fekvése
Szczecin Lengyelország északnyugati részén, az Odera folyó mindkét partján, illetve a két folyóág közti szigeteken, a Szczecini-öböltől délre, a Dąbie-tó déli partján fekszik.

## A név eredete
Előfordulása középkori forrásokban: 1133: Stetin, 1188: Stetyn 1188, 1234: Priznoborus vir nobilis in Stetin, Symon nobilis Stettinensis, 1240: in vico Stetin, 1243: Barnim Dei gratia dux Pomeranorum… civitati nostri Stetin, 1251: Stityn.
A 13. században a város pecsétjén Sigillum Burgoncium de Stitin szerepelt. Nagy valószínűség szerint más lengyel földrajzi neveknek, mint Szczytno, Szczucin és Szczuczyn, is ez az eredete. Latinul a város neve Stetinum volt.
A városnév etimológiájának több változata van:
1. A lengyel szczyt (csúcs) szó, amely fekvésére, erődjére utalhat;
2. A Szczuka családnév (Szczuka városa);
3. A Szczeta vagy Szczota családnév;
4. A  szczecina szóból ('serte') (a skandináv krónikák Burstaborg néven említik.

Miután 1310-ben IV. Warcislaw herceg Új Szczecint alapított, amit ma  Szczecineknek neveznek, a voltaképpeni várost néha „Régi Szczecin” (latinul: Stetinum Antiqua, lengyel: Stary Szczecin, német: Altes Stettin) néven említik.
1945 előtt főleg németek lakták, ezért bel- és külföldön főként Stettinnek nevezték.

## Története

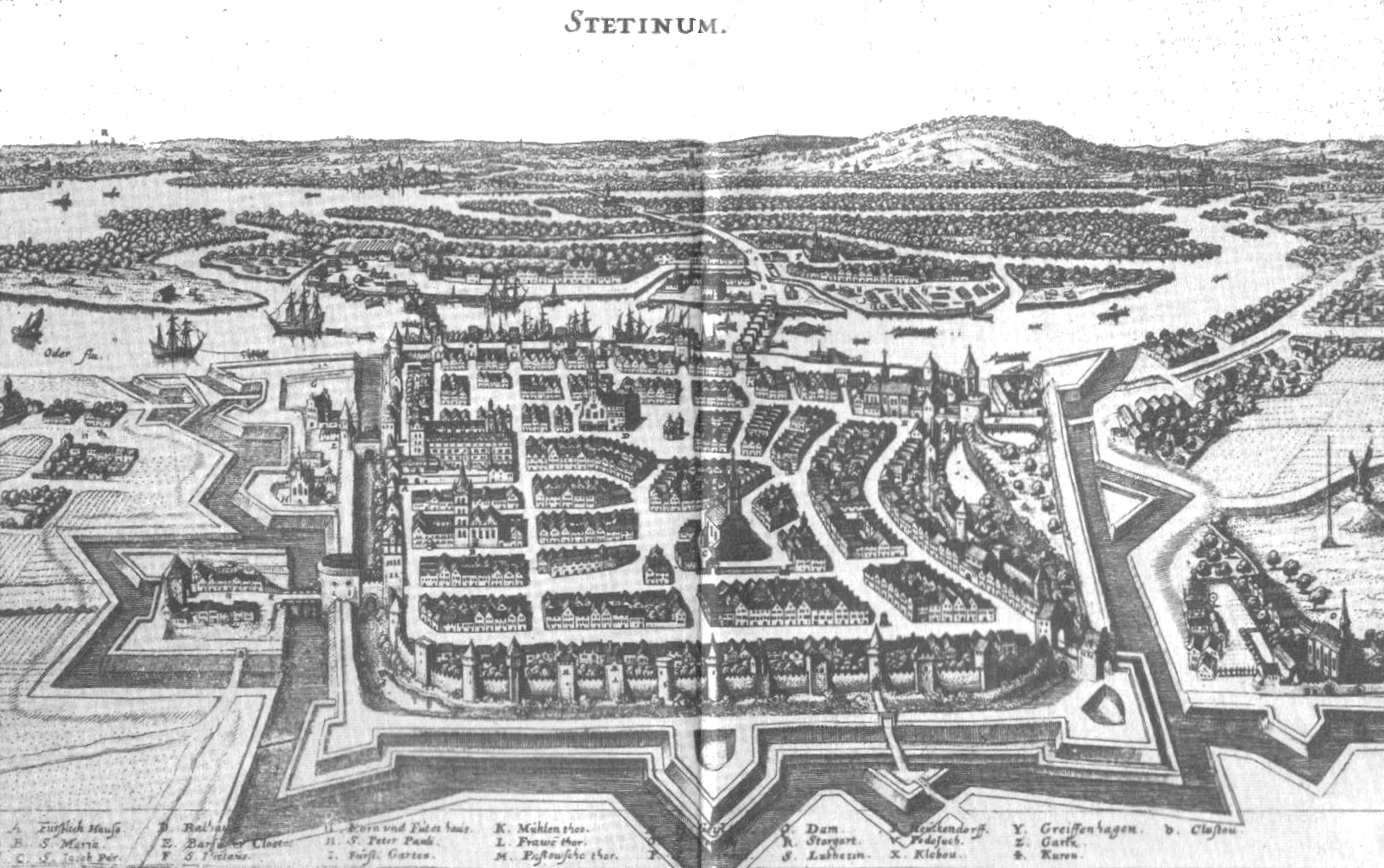
A város erődítményei 1642-ben

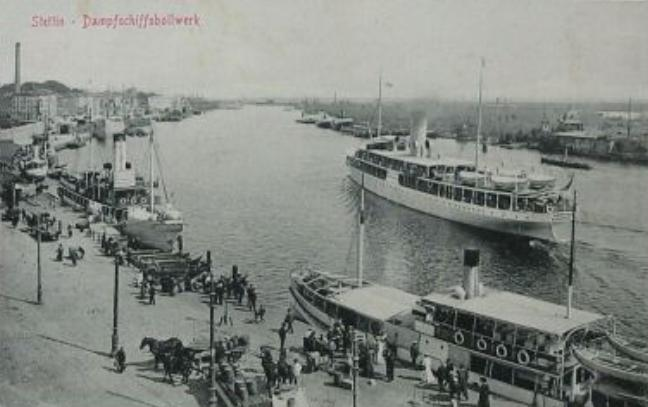
A kikötő 1900-ban

Az i. e. 7-6. században területén a lausitzi kultúrához sorolható település volt. Lehetséges, hogy folytonosan fennállt csaknem 1850 éven keresztül. Az ókorban a közelben létezett egy Susudata nevű helység. Ezt a települést Klaudiosz Ptolemaiosz feltüntette térképén, mely 142-147. körül készült.  A IX. században a szláv hercegek árokkal körbevett földvárat építettek itt, ebből kereskedő-halász település fejlődött. 967-ben I. Mieszko Szczecint Lengyelországhoz csatolta. Vitéz Boleszláv uralkodása alatt a városra a dán befolyás egyre erősebb lett. A Struga (Szczecinhez közeli falu, ma a város része) melletti 1121-ben vívott csata után Ferdeszájú Boleszláv király ismét Lengyelországhoz csatolta a várost, egyben elismerve vazallusa, I. Warcisław herceg uralmát. 1243-ban I. Barnim herceg Szczecinnek városi jogokat adományozott. A következő években Szczecin újabb területekkel bővült: 1283-ban a Dąbie tóval, 1321-ben Police faluval. A szláv vár helyén a XIV. században III. Barnim herceg várat épített (ezt ma a Pomerániai Hercegség Várának hívják).
1474-ben, amikor a szczecini hercegi dinasztia kihalt, a słupski herceg, X. Bogusław került hatalomra, aki 4 évvel később egyesítette a nyugati Pomerániát is, és 1491-ben Szczecinbe helyezte fővárosát. 1532-ben azonban a hercegséget újra felosztották, és a város a Szczecini Hercegség fővárosa lett. 1570-ben Szczecinben írták alá az Oroszország és Lengyelország között kitört ún. északi hétéves háború végét jelentő békét. 1630-ban a harmincéves háború során Nyugat-Pomerániát elfoglalták a svédek, a város Svéd-Pomeránia tartomány fővárosa lett (1720-ig). A svéd háborúk alatt a gazdaság visszafejlődött. 1713-ban a várost Poroszországhoz csatolták, ezt a stockholmi béke 1720-ban megerősítette. 1723-ban Stettinben született a későbbi orosz cárnő, II. (Nagy) Katalin. 30 évvel később itt született I. Pál cár második felesége, Mária Fjodorovna. A 18. század közepétől nagy gazdasági és kulturális fejlődés indult meg. 1806 és 1812 között Szczecin francia megszállás alatt volt. 1816-ban Police a város határain kívülre került.
1843-ban Stettin vasúti összeköttetést kapott Berlinnel, ez az ipar gyors fejlődését eredményezte. 1873-ban Hermann Haken polgármester a városfalak lebontását rendelte el. 1900-ban a városhoz csatolták Grabowot, és döntést hoztak a Központi temető megnyitásáról. Friedricha Ackermanna polgármestersége idején 1911-ben további területeket csatoltak a városhoz, többek között Pogodnót és Niebuszewót.
A második világháború kitörésekor a város lakossága 270 000 fő volt, ekkor csatoltak a városhoz egy sor környező községet és két várost: Policét és Dąbiét, megalapították az ún. Nagy-Stettint, amely a háború végéig állt fenn. Területén kb. 100 kényszermunkatábor létesült. A háborúban az épületek 65%-a, a kikötő 95%-a elpusztult. 1945. április 26-án a Vörös Hadsereg elfoglalta Szczecint, július 5-én a várost hivatalosan átadták a lengyel hatóságoknak. 1945-ben a lakosság létszáma 78 000 fő volt, ebből 62 500 német. 1947-ben, az elüldözés és a kitelepítések után már csak 4000 német maradt.
1946-ban Winston Churchill említette Szczecint a vasfüggönyről szóló beszédben:
A baltikumi Stettintől az Adriánál levő Triesztig vasfüggöny ereszkedett le, a kontinens teljes szélességében. E vonal mögött van Közép- és Kelet-Európa ősi államainak összes fővárosa. Varsó, Berlin, Prága, Budapest, Belgrád, Bukarest és Szófia, mindezen híres városok, környező népességükkel abban fekszenek, amelyet szovjet szférának kell neveznem, és így vagy amúgy, de mind ki van téve nem csupán a szovjet befolyásnak, de egy igen erős és egyes esetekben fokozódó mértékű moszkvai irányításnak is.
A következő években a város újjáépült. 1970 decemberében és 1980 augusztusában munkástüntetések és sztrájkok voltak, itt írták alá az ún. augusztusi egyezményt.
1987. június 11-én a várost meglátogatta II. János Pál pápa. 1946 és 1998 között a város a Szczecini vajdaság fővárosa volt, 1999-től pedig a Nyugat-pomerániai vajdaság székhelye. 1999-től Szczecinben van a NATO többnemzetiségű hadteste északkeleti központjának székhelye.

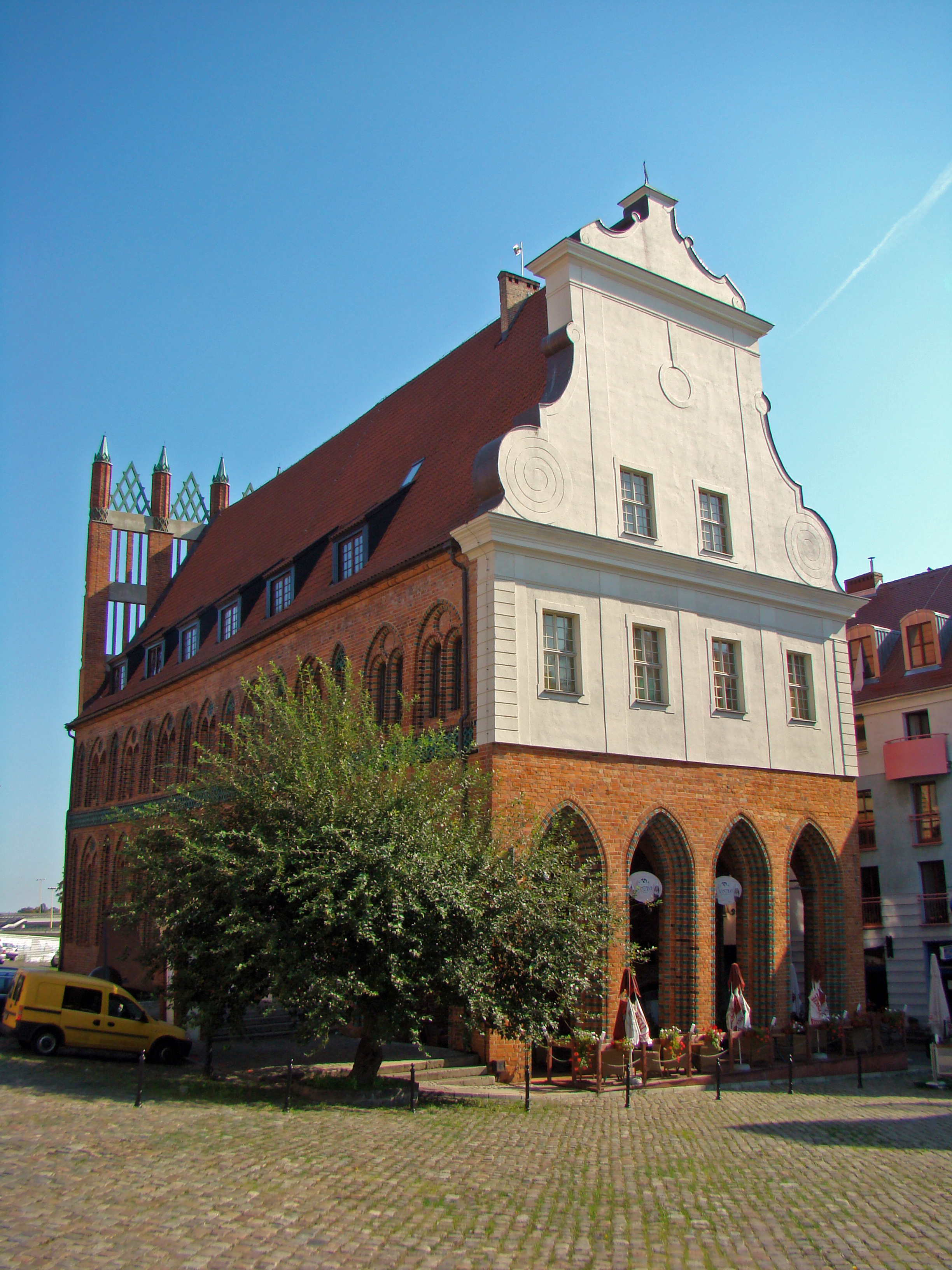
A szénapiac
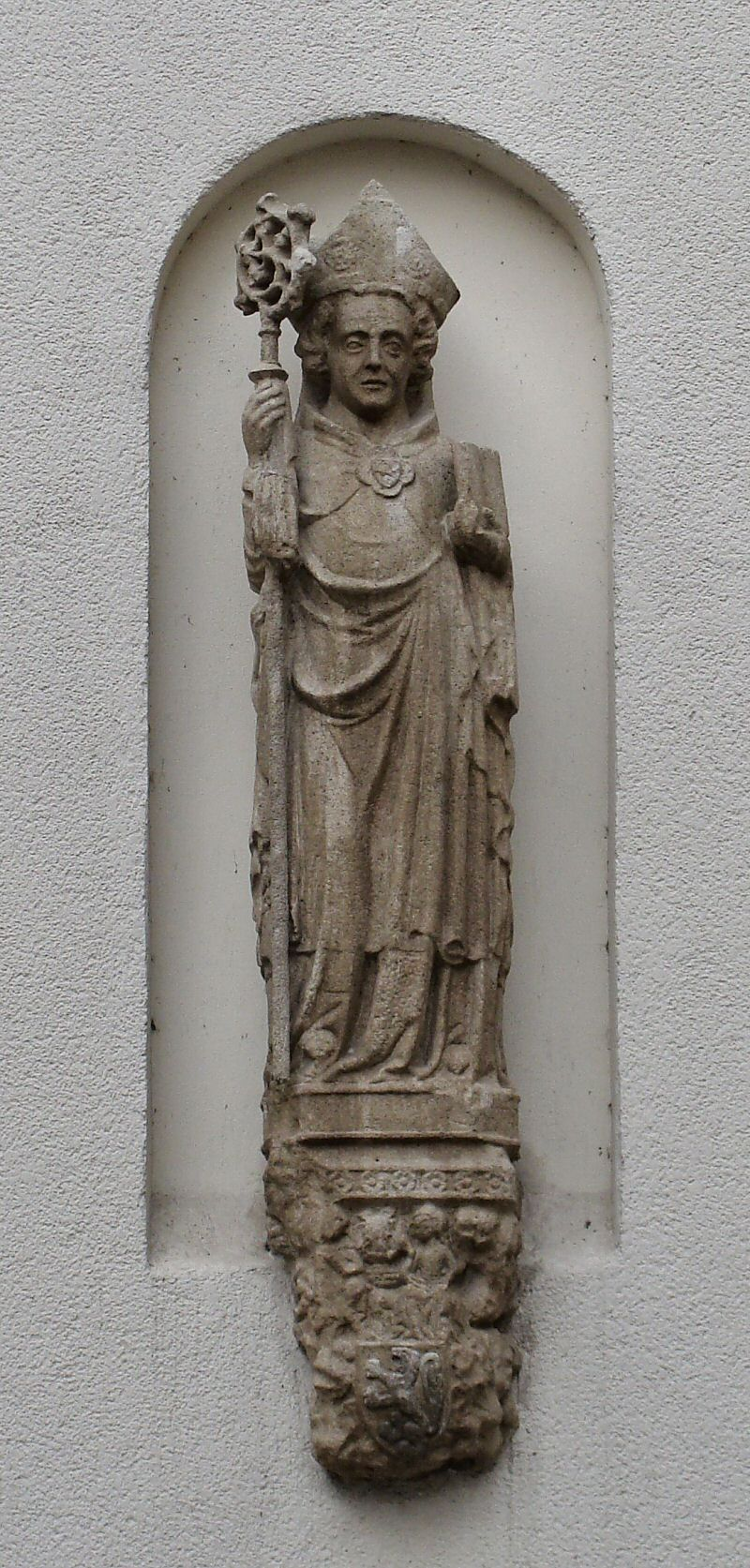
Bambergi Szent Ottó, szobor a Szczecini várban
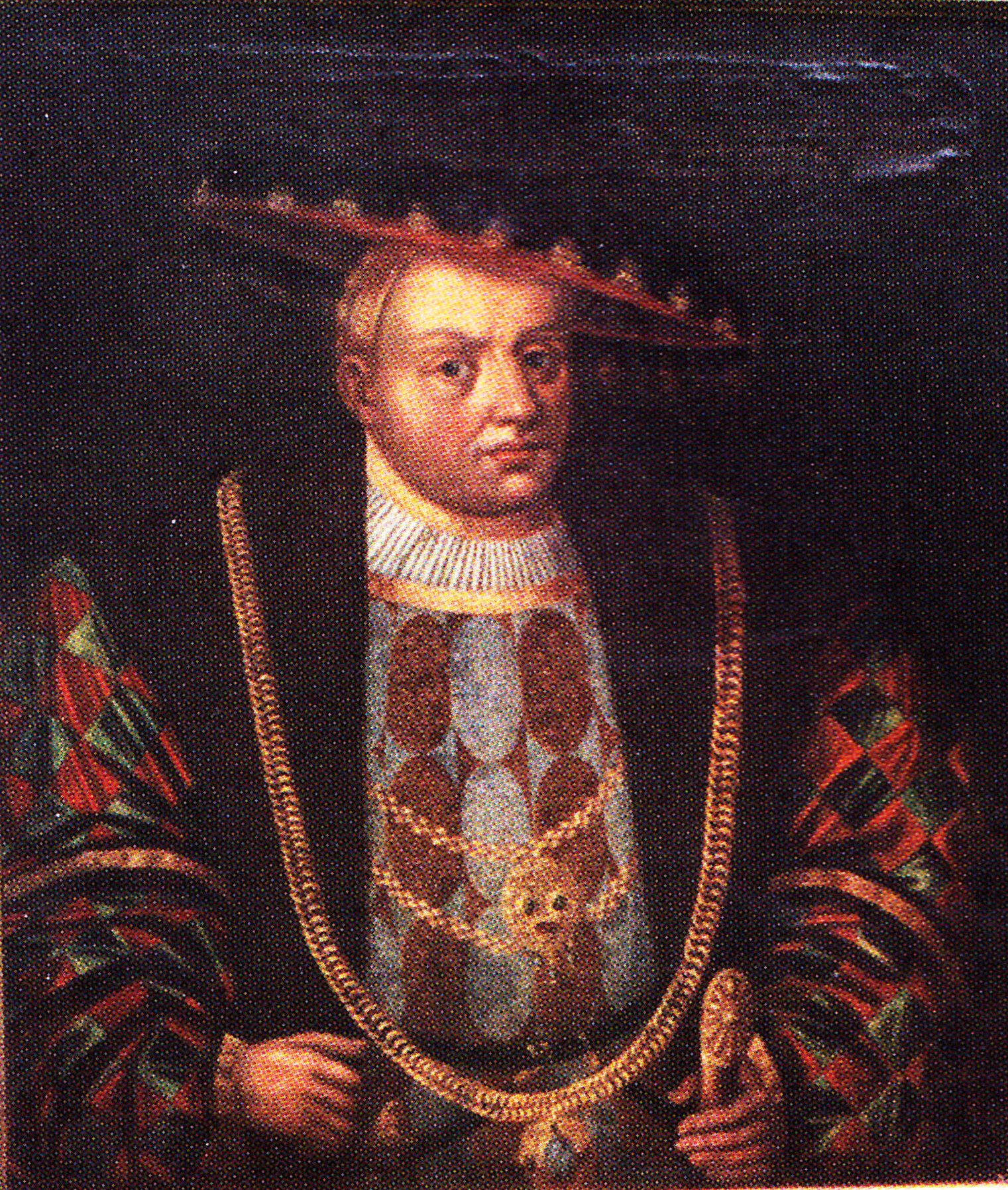
X. Boleszláv pomerániai herceg
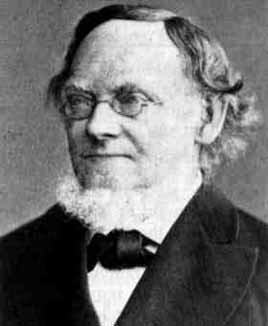
Hermann Günther Grassmann
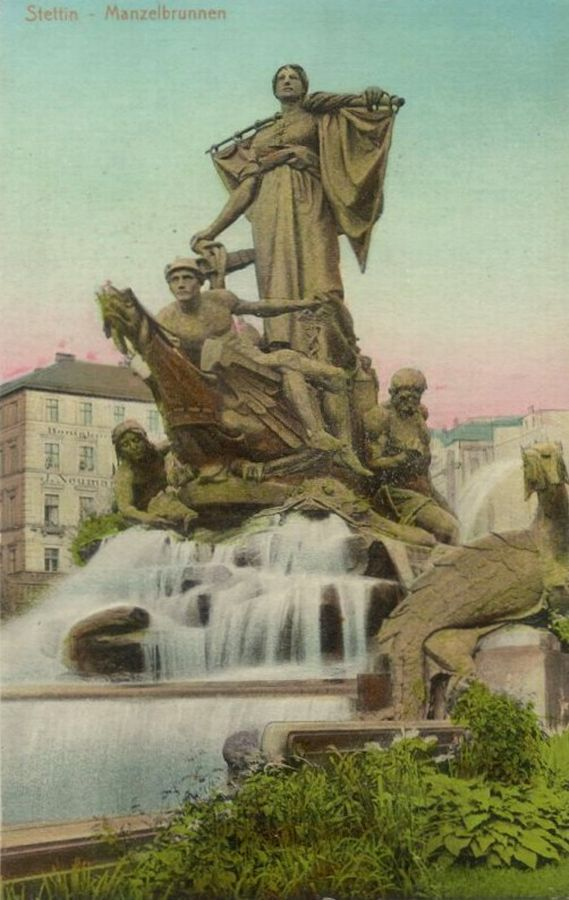
Sedina Monument (1899–1913)
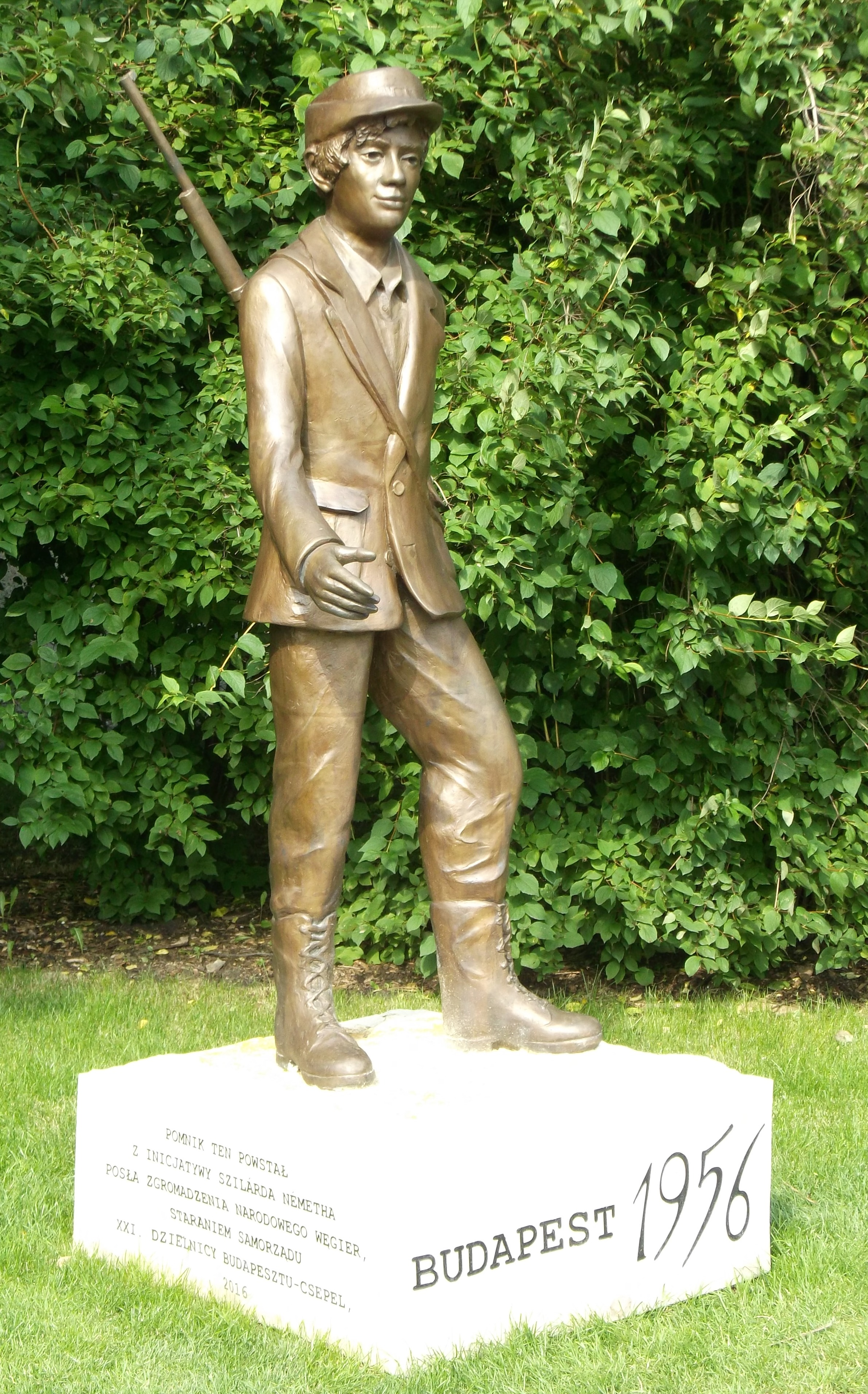
A Pesti srác szobra (Juha Richárd), Jan Kasprowicz Park
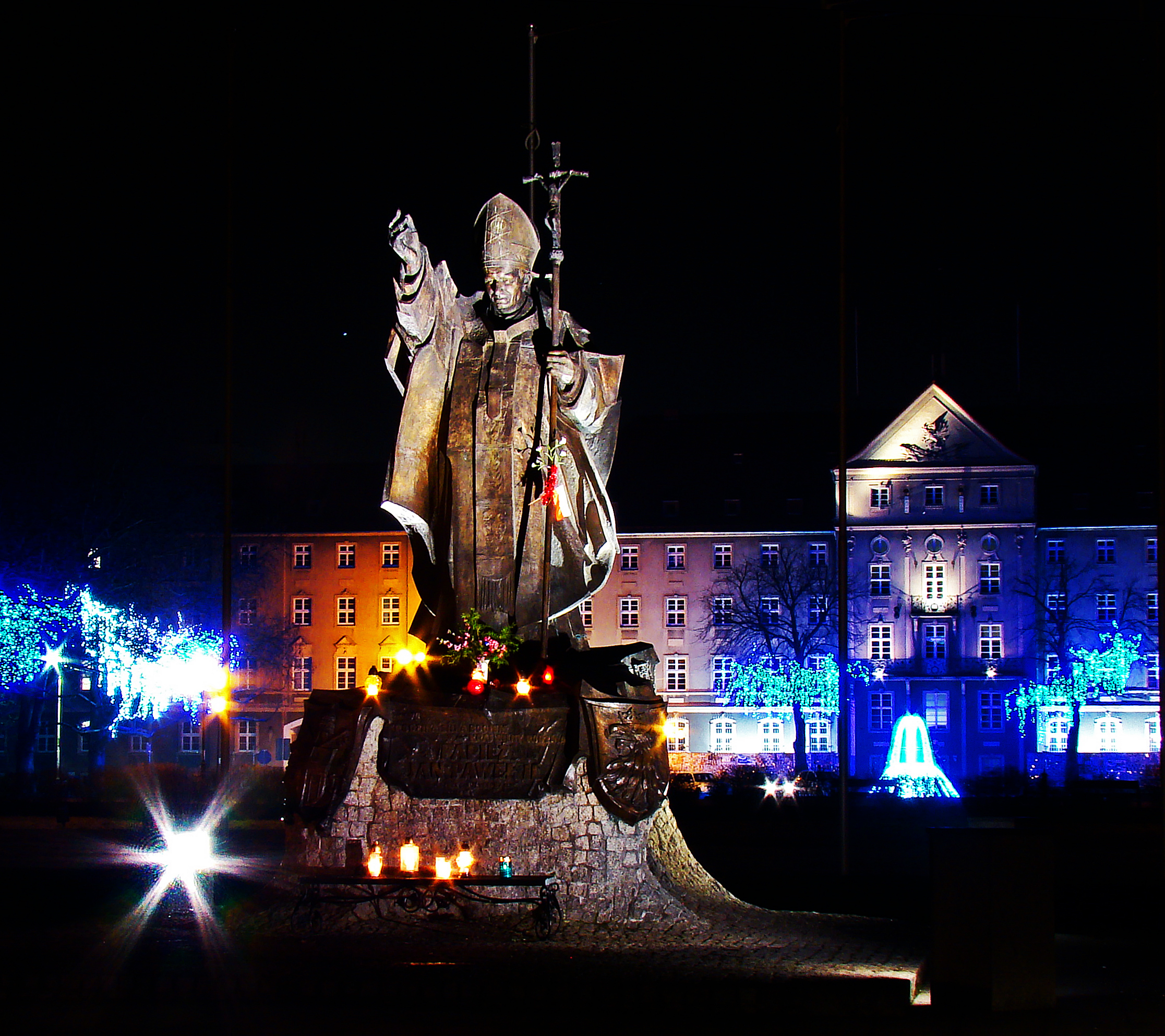
II. János Pál pápa emlékmű, Jasne Błonia

### Pomerániai hercegek

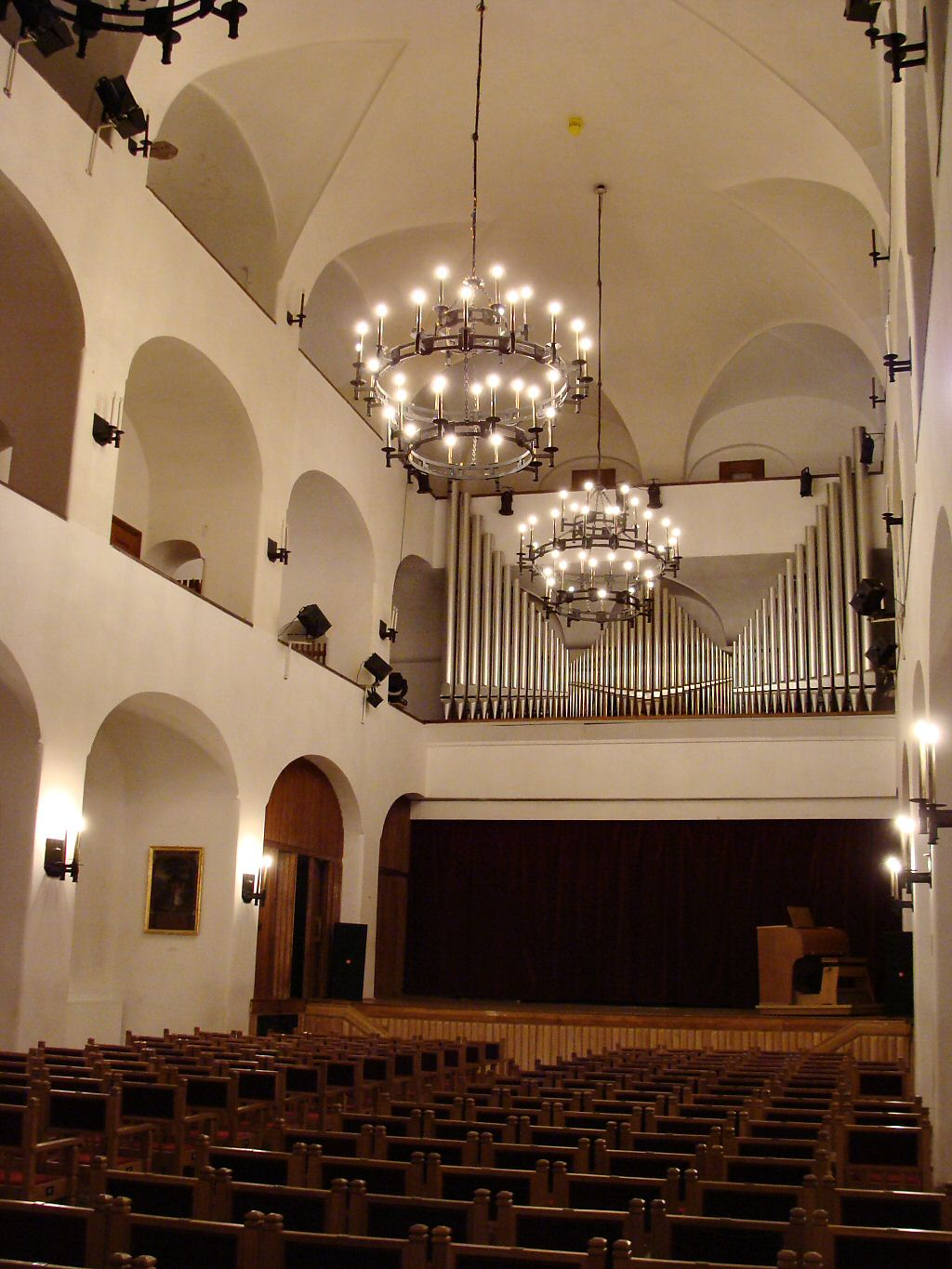
A Pomerániai Dukes-kastély Szczecinben

- 1160–1187 I. Boleszláv pomerániai herceg
- 1156–1180 I. Boleszláv, I. Kazimir pomerániai herceg
- 1202–1220 II. Boleszláv pomerániai herceg
- 1220–1278 I. Jó Barnim pomerániai herceg
- 1278–1295 II. Barnim pomerániai herceg, I. Ottó pomerániai herceg és IV. Boleszláv pomerániai herceg
- 1295–1344 I. Ottó
- 1344–1368 III. Nagy Barnim pomerániai herceg
- 1368–1372 III. Kazimir pomerániai herceg
- 1372–1404 I. Szvantibor pomerániai herceg és VII. Boleszláv pomerániai herceg
- 1404–1413 I. Szvantibor pomerániai herceg
- 1413–1428 II. Ottó pomerániai herceg és V. Kázmér pomerániai herceg
- 1428–1435 V. Kázmér pomerániai herceg
- 1435–1451 I. Joachim pomerániai herceg
- 1451–1464 III. Ottó pomerániai herceg
- 1464–1474 II. Erik pomerániai herceg
- 1474–1523 X. Boleszláv pomerániai herceg
- 1523–1531 I. György pomerániai herceg és  XI. Barnim pomerániai herceg
- 1531–1569 XI. Barnim pomerániai herceg
- 1569–1600 János Frigyes pomerániai herceg
- 1600–1603 XII. Barnim pomerániai herceg
- 1603–1606 XIII. Boleszláv pomerániai herceg
- 1606–1618 II. Fülöp pomerániai herceg
- 1618–1620 I. Ferenc pomerániai herceg
- 1620–1625 XIV. Boleszláv pomerániai herceg

### A városban született vagy a városhoz máshogyan kapcsolódó ismert személyek

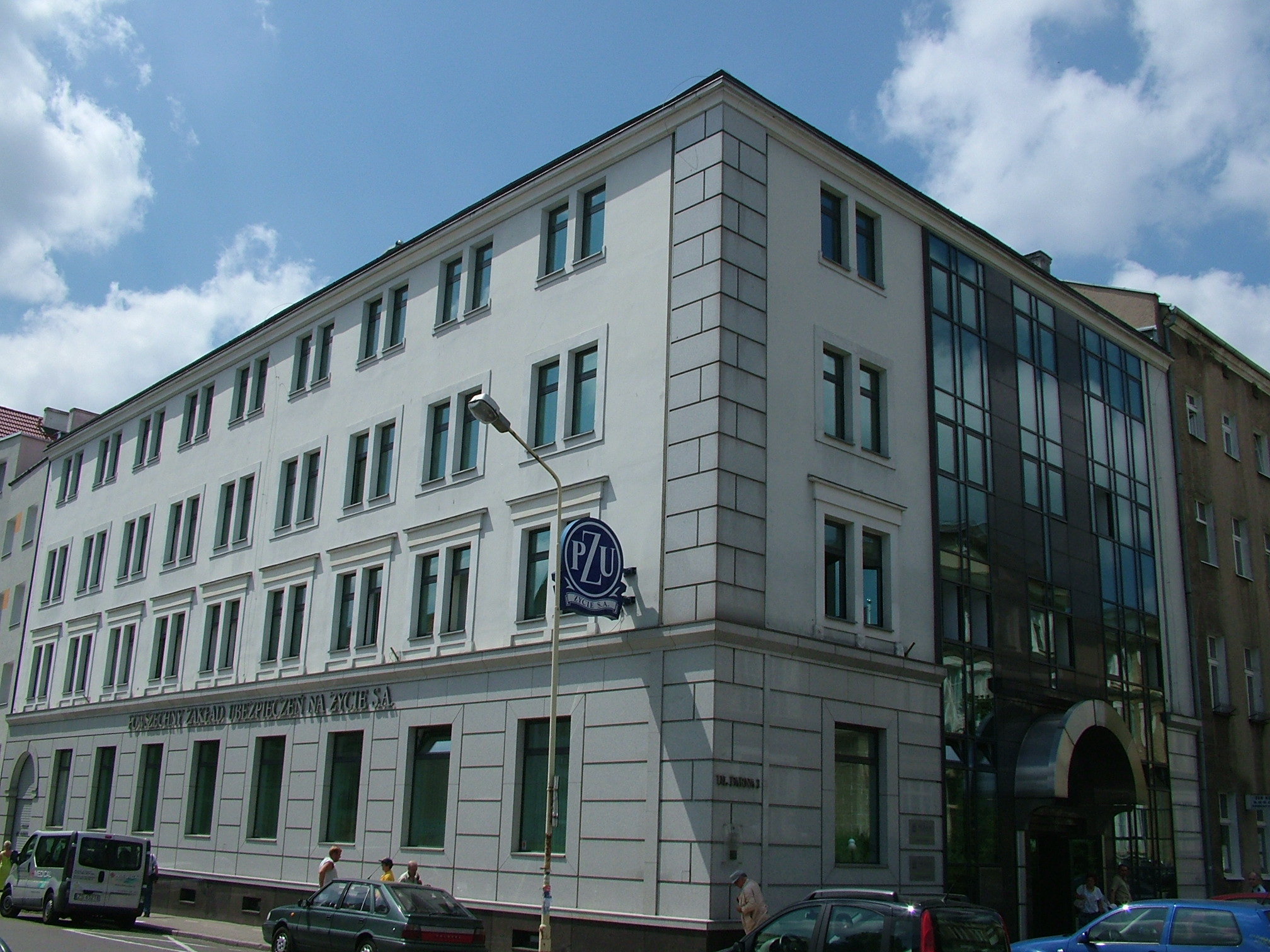
II. (Nagy) Katalin szülőhelye (Farna utca 1)

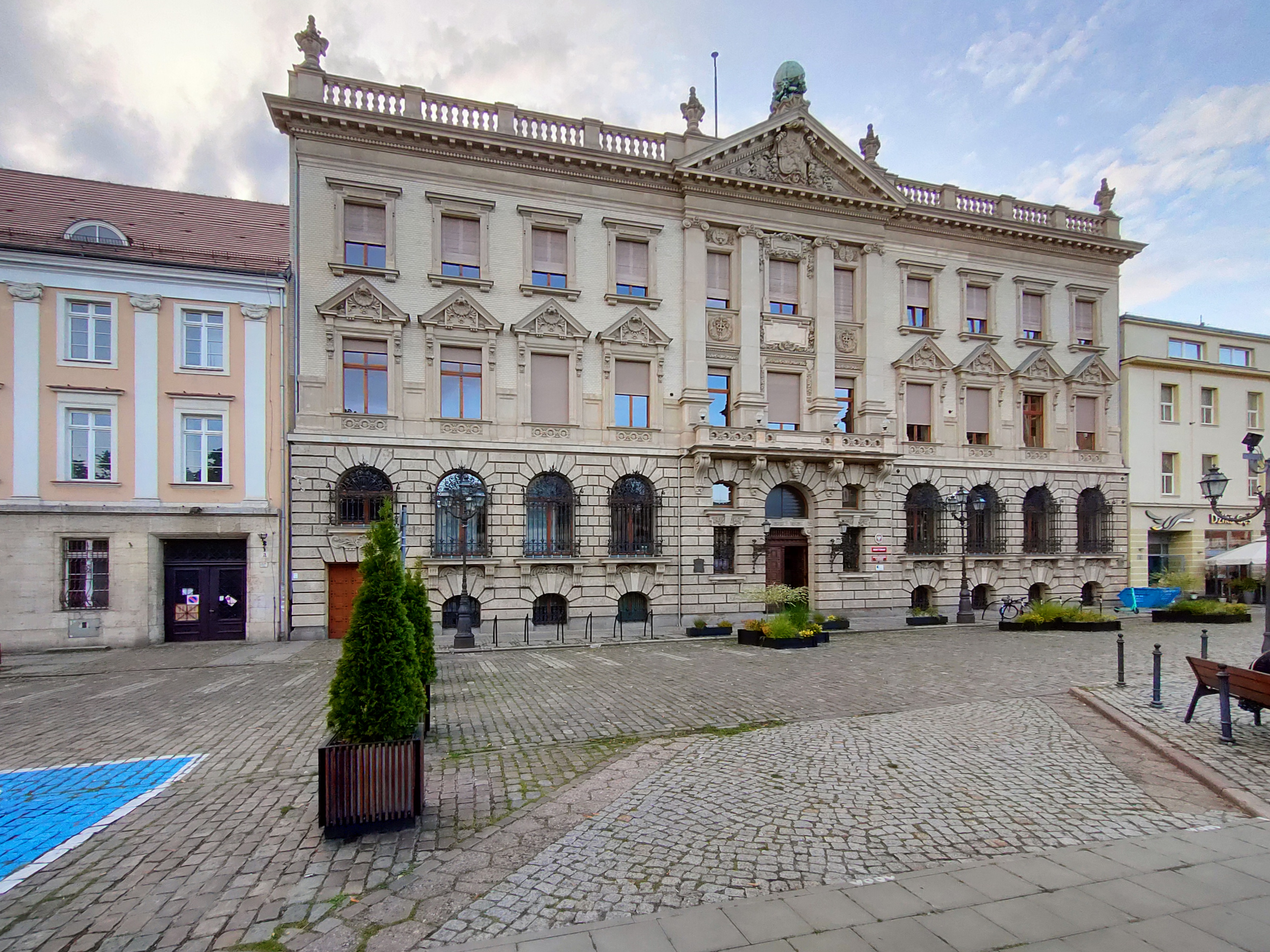
Marija Fjodorovna szülőhelye (Orła Białego köztér 2)

- Chava Alberstein (1967–) héber és jiddis nyelvű  énekesnő  és zeneszerző
- Alfred Döblin (1878–1957) író
- Heinrich George (1893–1946) színész
- Nagy Katalin (1729–1796) orosz cárnő
- Friedrich Gilly (1772–1800) építész
- Carl Gustav Friedrich Hasselbach (1809–1882) Magdeburg polgármestere
- Franz San Galli (1824–1908) a radiátor (központi fűtés) feltalálója
- Hermann Günther Grassmann (1809–1877) matematikus, fizikus, nyelvész
- Marija Fjodorovna (1759–1828)  I. Pál orosz cár második felesége
- Gerard Labuda (1916–2010) lengyel történész
- Carl Loewe (1796–1869) zeneszerző
- Wolfhart Pannenberg (1928–2014) keresztény teológus
- Alicja Sakaguchi (1954–) lengyel nyelvész, egyetemi tanár, eszperantista
- Carl Ludwig Schleich (1859–1922) író
- Manfred Stolpe (1936–2019) Brandenburg miniszterelnöke, 2002-től Gerhard Schröder kancellár kormányának tagja
- Christian Tomuschat (1936–) a nemzetközi jog professzora a berlini Humboldt Egyetemen
- Friedrich von Wrangel (1784–1877) porosz tábornagy

| Év         | Népesség (ezer fő) |
| ---------- | ------------------ |
| 12. század | 5                  |
| 1720       | 6                  |
| 1740       | 12                 |
| 1816       | 21                 |
| 1843       | 37                 |
| 1861       | 58                 |
| 1872       | 76                 |
| 1890       | 116                |
| 1910       | 236                |
| 1939       | 382                |
| 1960       | 269                |
| 1970       | 338                |
| 1975       | 369                |
| 1980       | 388                |
| 1995       | 418                |
| 2002       | 415                |
| 2004       | 411                |
| 2014       | 408                |

## Építészet és várostervezés
A város épületeinek jelentős része a 19. század második felében, illetve a 20. század első két évtizedében épült az akademizmus és az Art nouveau hatása alatt. Számos, 1945 után beépült területre a szocialista realizmus nyomta rá a bélyegét.
Urbanisztikai szempontból különleges város, amely Párizzsal mutat rokonságot. Ez nem véletlen, mivel Szczecin (akárcsak Párizs) az 1880-as években Georges Eugène Haussmann báró tervei alapján épült újjá. Sok a zöldterület; széles utakon zöld sávok vannak, amelyek megosztják a forgalmat; sok a körforgalom.

### Nevezetes épületek
- Szent Jakab-székesegyház

## Városi közigazgatás

### Városi tanács és polgármester
A várost a városi tanács irányítja, amelynek tagjait négy évre választják, akárcsak a polgármestert. A polgármester (prezydent miasta) jelenleg a Szolidaritás aktivistája, Piotr Krzystek.

### Közigazgatási beosztás
A város kerületekre  (dzielnica) oszlik, ezen belül több "települési tanács"ra (Rady Osiedla).

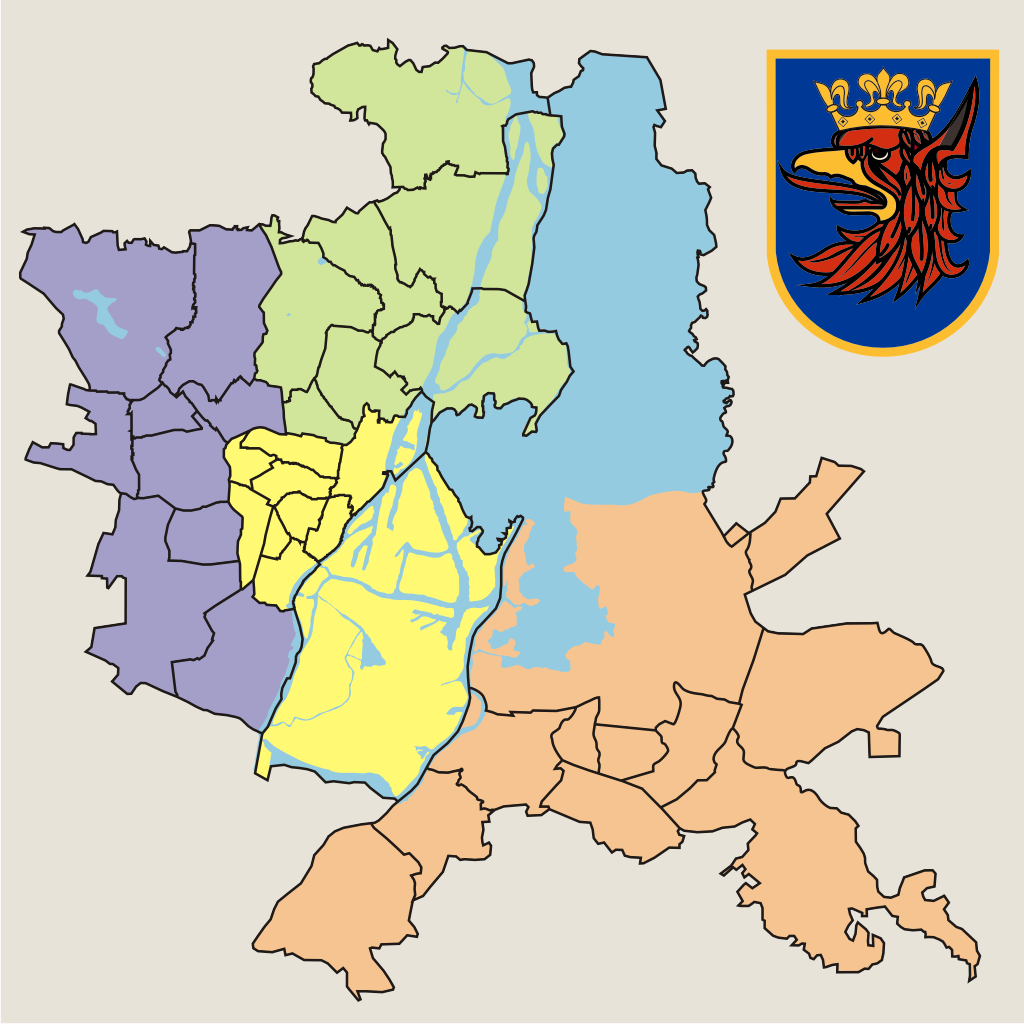
A jelenlegi kerületi beosztás

#### Dzielnica Śródmieście (Belváros)
Centrum, Drzetowo-Grabowo, Łękno, Międzyodrze-Wyspa Pucka, Niebuszewo-Bolinko, Nowe Miasto, Stare Miasto, Śródmieście Północ, Śródmieście-Zachód, Turzyn

#### Dzielnica Północ (Észak)
Bukowo, Golęcino-Gocław, Niebuszewo, Skolwin, Stołczyn, Warszewo, Żelechowa

#### Dzielnica Zachód (Nyugat)
Głębokie-Pilchowo, Gumieńce, Krzekowo-Bezrzecze, os.Arkońskie-Niemierzyn, Osów, Pogodno, Pomorzany, Świerczewo, os.Zawadzkiego-Klonowica

#### Dzielnica Prawobrzeże (Jobbpart)
Bukowe-Klęskowo, Dąbie, Majowe-Kijewo, Płonia-Śmierdnica-Jezierzyce, Podjuchy, os.Słoneczne, Wielgowo-Sławociesze, Załom, Zdroje, Żydowce-Klucz

### Egyéb történelmi negyedek
Babin, Barnucin, Basen Górniczy, Błędów, Boleszyce, Bystrzyk, Cieszyce, Cieśnik, Dolina, Drzetowo, Dunikowo, Glinki, Grabowo, Jezierzyce, Kaliny, Kępa Barnicka, Kijewko, Kluczewko, Kłobucko, Kniewo, Kraśnica, Krzekoszów, Lotnisko, Łasztownia, Niemierzyn, Odolany, Oleszna, Podbórz, Port, os.Przyjaźni, Rogatka, Rudnik, Sienna, Skoki, Słowieńsko, Sosnówko, Starków, Stoki, Struga, Śmierdnica, os.Świerczewskie, Trzebusz, Urok, Widok, Zdunowo.

### AzEurópai Parlamentszczecini tagjai
- Zdzislaw Chmielewski, PO, történész, a Szczecini Egyetem rektora
- Boguslaw Liberadzki, SLD-UP, közgazdász, közlekedési miniszter
- Sylwester Chruszcz, LPR, építész és politikus (bár Sziléziában választották meg, Szczecinben él).

## Gazdaság

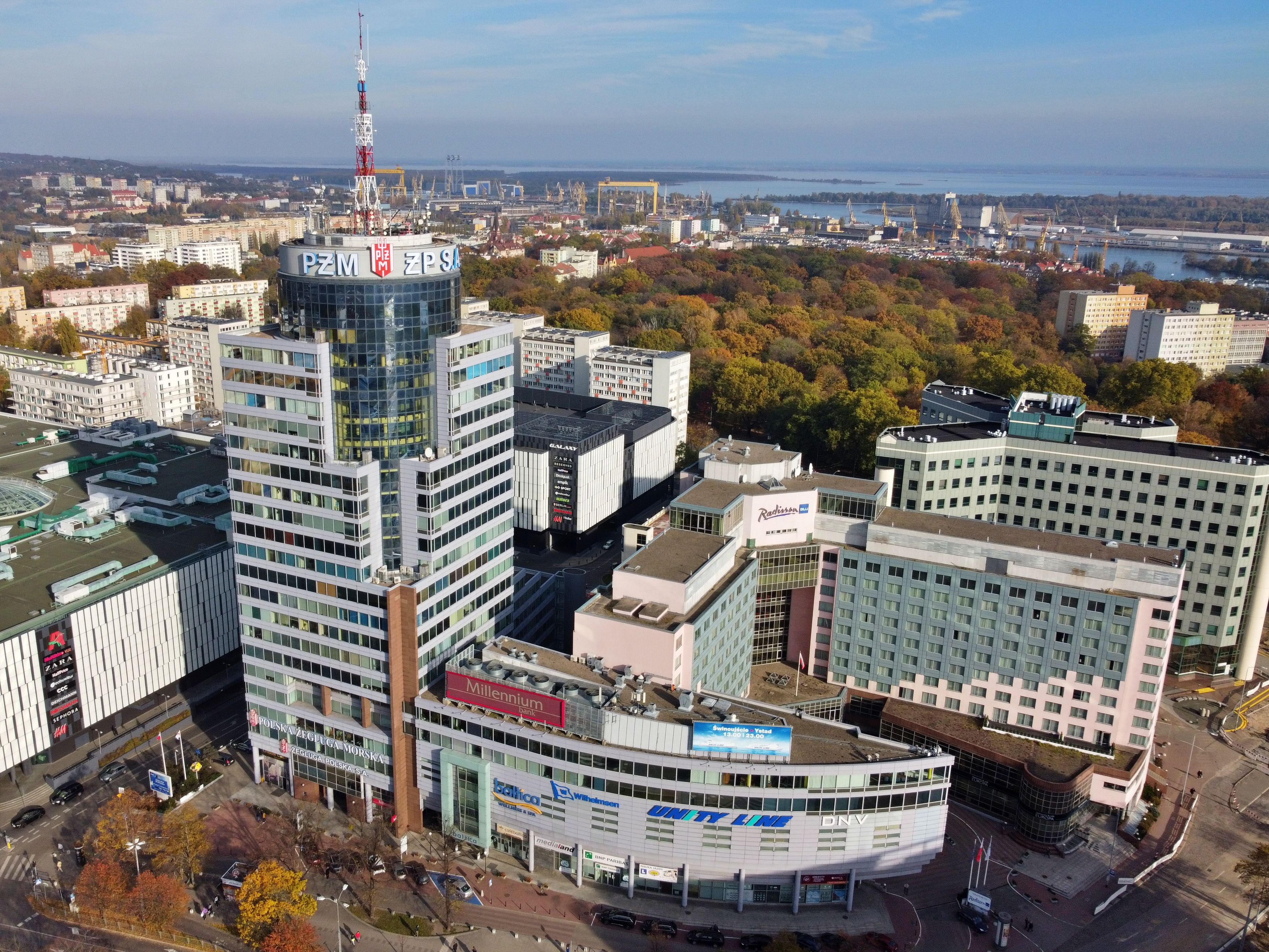
A PAZIM-épület

Szczecin a tengeri gazdaság egyik központja; 13279 embert foglalkoztat. A szczecini tengeri kikötő a világ minden tájáról érkező hajótulajdonosokat szolgálja ki, és két hajózási társaságnak ad otthont: Polsteam és Euroafrica. Ezenkívül más, a tengerészethez kapcsolódó vállalatok székhelye is itt található.
Szczecin GDP-je 20,255 milliárd PLN, ami az egész tartomány GDP-jének 1/3-a. Egy főre 49497 zloty jut, ami kb. 40%-kal több, mint a tartományi eredmény.
Az átlagos munkavállalói fizetés 2012 októberében 3807,73 zloty volt, a foglalkoztatott munkavállalók száma Szczecinben - 90 754 fő. A szczecini Kerületi Munkaügyi Hivatal adatai szerint 2023. január 1-jei hatállyal a minimálbér 3490 zloty, míg a nyugat-pomerániai főváros lakosainak átlagbére 6733,49 zloty.
- Lengyelország legnagyobb hajógyára (fizetésképtelenné vált, újjászervezték)
- Halászat, illetve halfeldolgozás
- Repülőtér (Szczecin-Goleniów)
- Kikötő (Lengyelország harmadik legnagyobb kikötője)

### Számos cég székhelye
Számos vállalat székhelye található a városban, így pl.
- Drobimex (élelmiszeripar),
- Polska Żegluga Morska, (hajózás)
- Bosman (sörgyár)
- Cefarm (gyógyszergyár)
- Vobis Microcomputer csoport (számítástechnika)

## Kulturális események

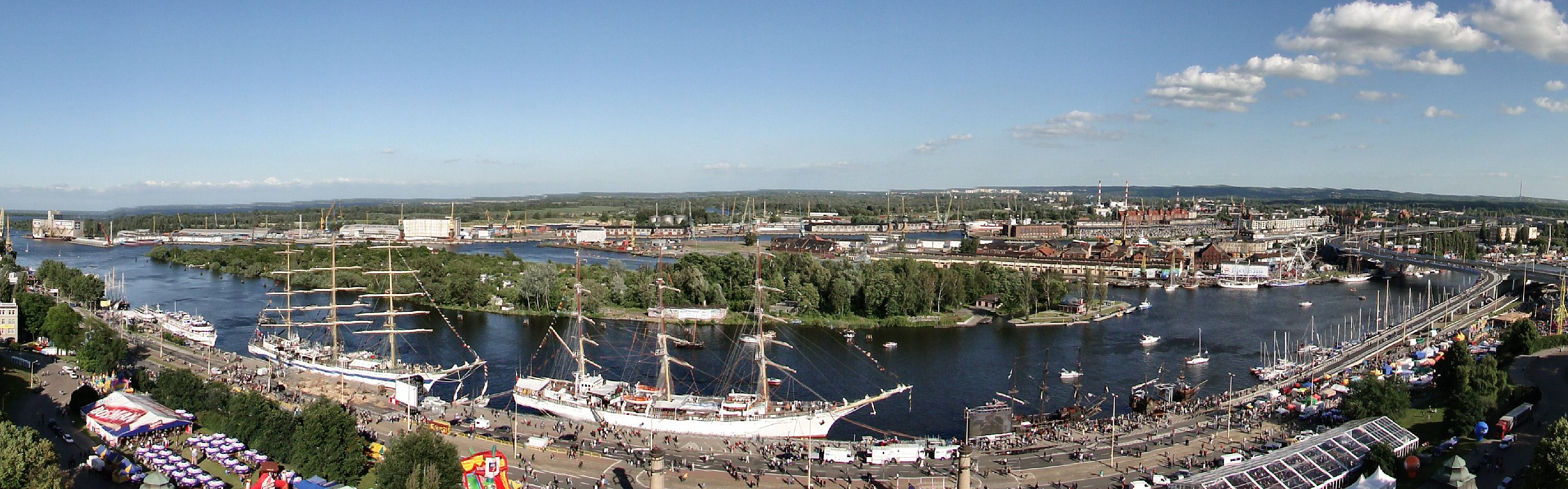
A tenger napjai Szczecin kikötőjében

- Dni Morza ( A tenger napjai) – minden júniusban
- Festiwal Artystów Ulicy (Utcai művészek fesztiválja) – minden júliusban
- Dni Kultury Ukraińskiej (Az ukrán kultúra napjai) – minden májusban
- Légibemutató a Dabie repülőtéren – minden májusban

### Múzeumok
- Muzeum Narodowe w Szczecinie (Szczeini Nemzeti Múzeum – műtárgyakat, ékszereket, katonai felszereléseket mutat be. Hozzá tartoznak:
  - Muzeum Miasta Szczecina (Szczecini Városi Múzeum)
  - Muzeum Morskie (Tengeri Múzeum)
  - Galeria Sztuki Współczesnej (Modern művészeti galéria)
- Muzeum Archidiecezjalne w Szczecinie – Érseki Múzeum

### Kultúra és szórakozás
- Teatr Pleciuga (bábszínház)
- Teatr Kana (színház)

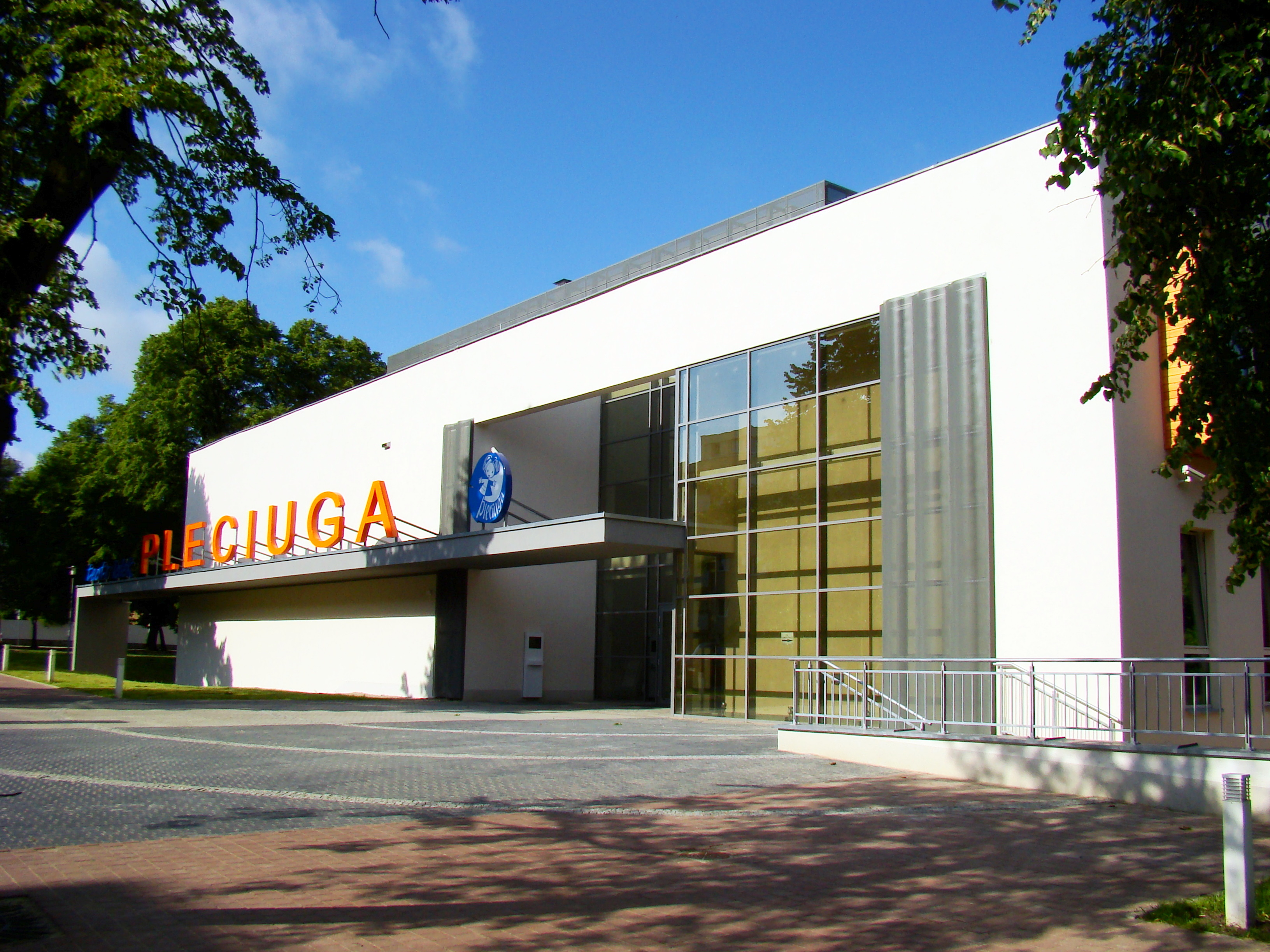
Teatr Pleciuga

- Teatr Współczesny (Modern Színház)
- Opera na Zamku (Várszínház)
- Teatr Polski (Lengyel Színház)
- Zamek Książąt Pomorskich w Szczecinie (A pomerániai hercegek vára)
  - Kino Zamek (Kastély Mozi)
  - Kabaret Piwnica przy Krypcie(Kabaré a kripta melletti sörpincében)
  - Teatr Krypta (Kripta Színház)

## Oktatás és tudomány

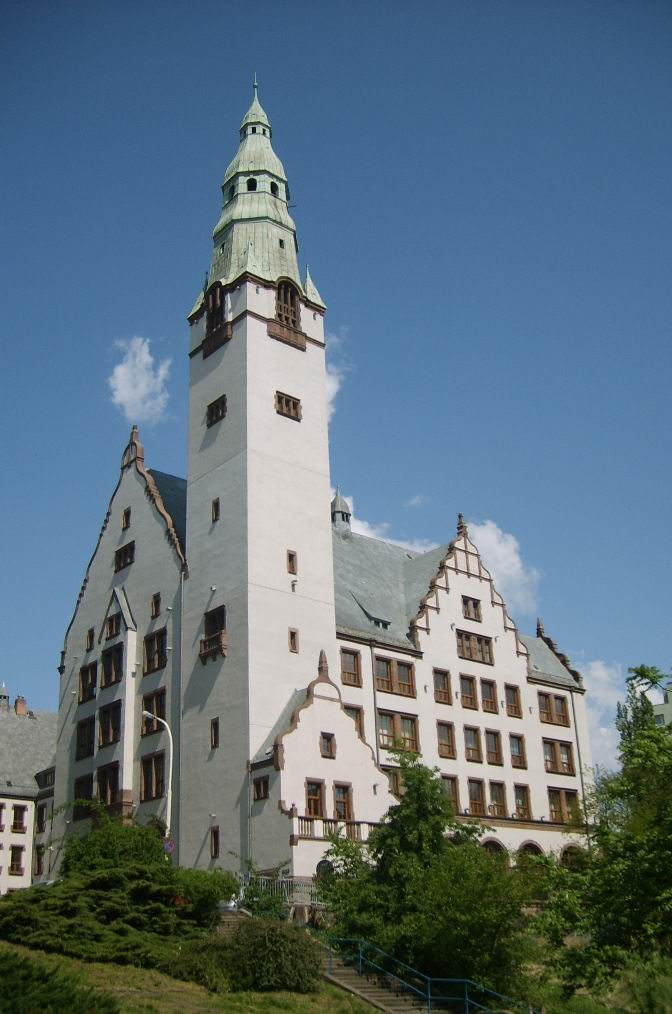
Pomerániai Orvosi Egyetem Szczecinben

- Uniwersytet Szczeciński (Szczecini Egyetem) – 35 000 hallgatója van; rektor: Edward Włodarczyk
- Pomorski Uniwersytet Medyczny, korábban Pomorska Akademia Medyczna (Pomerániai Orvosi Egyetem)
- Zachodniopomorski Uniwersytet Technologiczny, két főiskolát egyesített Politechnika Szczecińska (Műszaki Egyetem) és Akademia Rolnicza w Szczecinie (Szczecini Mezőgazdasági Akadémia)
- Akademia Morska w Szczecinie (Szczeczini Tengerészeti Akadémia)
- Akademia Sztuki, korábban és Wyższa Szkoła Sztuki Użytkowej (Iparművészeti Főiskola) és Akademia Muzyczna w Poznaniu (A Poznani Zeneakadémia helyi tagozata)
- Zachodniopomorska Szkoła Biznesu (Nyugat-pomerániai Üzleti Főiskola)
- Wyższa Szkoła Administracji Publicznej w Szczecinie (Szczecini Közigazgatási Főiskola)
- Arcybiskupie Wyższe Seminarium Duchowne w Szczecinie (Szczecini Felsőfokú Érseki Teológiai  Szeminárium)
- Wyższa Szkoła Integracji Europejskiej (Az Európai Integráció Főiskolája)
- Wyższa Szkoła Ekonomiczno-Turystyczna
- Wyższa Szkoła Humanistyczna TWP
- Wyższa Szkoła Języków Obcych
- Wyższa Szkoła Techniczno-Ekonomiczna
- Wyższa Szkoła Zawodowa – Collegium Balticum
- Wyższa Szkoła Zawodowa "OECONOMICUS" PTE
- Wyższa Szkoła Zarządzania

### Tudományos és regionális szervezetek
- Instytut Zachodnio-Pomorski (Nyugat-pomerániai Intézet)
- Szczecińskie Towarzystwo Naukowe (Szczecini Tudományos Egyesület)

## Sport

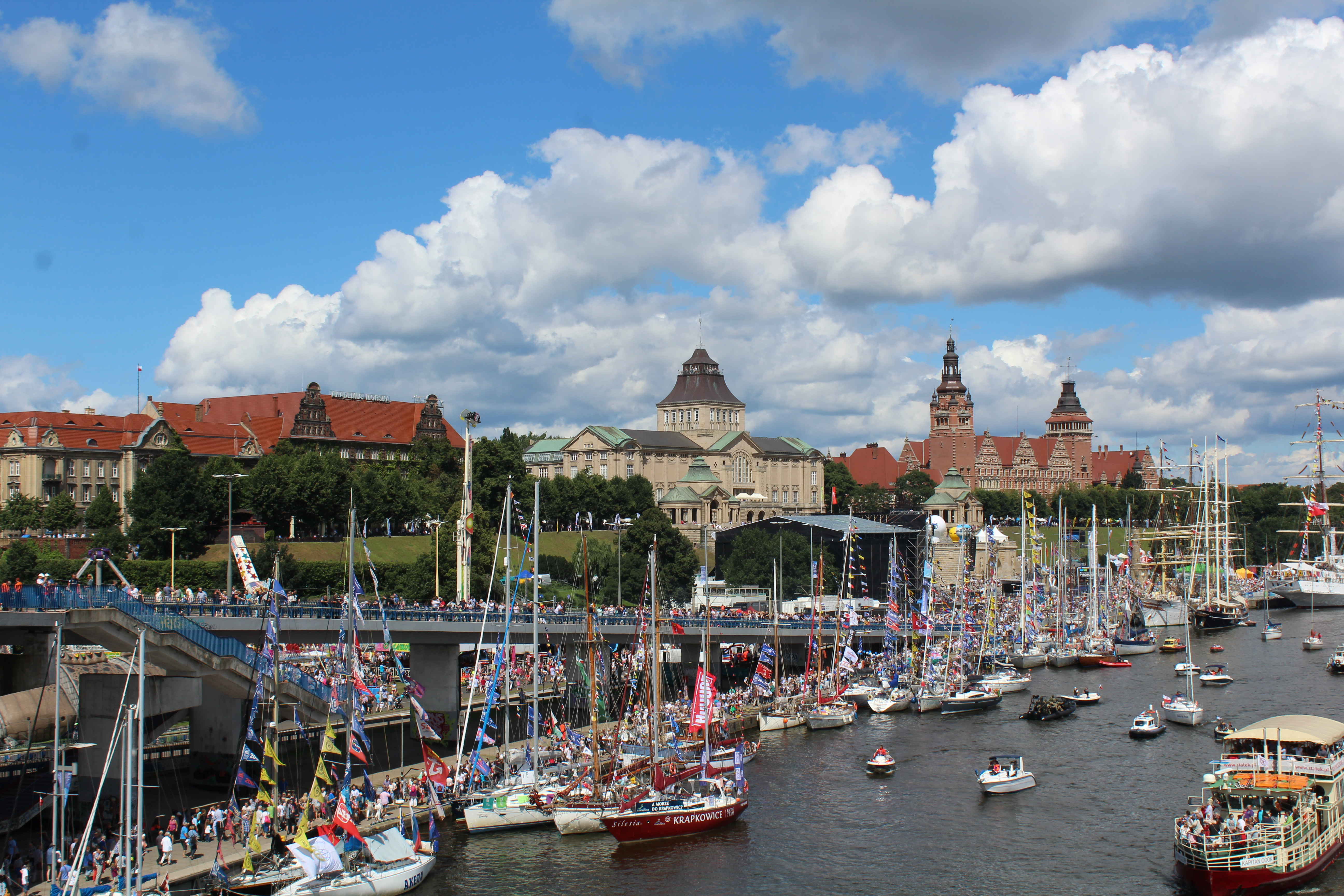
A rally vitorláshajók – The Tall Ships' Races, 2017

### Profi csapatok
- Pogon Szczecin – labdarúgás
- Arkonia Szczecin – labdarúgás
- KS Piast Szczecin – női röplabda
- Łącznościowiec Szczecin – női kézilabda

### Amatőr bajnokságok
- Halowa Amatorska Liga Pilkarska – teremfoci  Archiválva 2021. február 1-i dátummal a Wayback Machine-ben
- Halowa Liga Pilki Noznej- teremfoci
- Szczecinska Liga Amatorskiej Koszykowki – kosárlabda
- Szczecinska Amatorska Liga Pilki Siatkowej – röplabda
- Elita Professional Sport – Elita sportcsarnok labdarúgó-bajnoksága

## Testvérvárosai
- Rostock (Németország) (1957 óta)
- Greifswald (Németország) (2010.VIII.20. óta)
- és Bari, Berlin-Kreuzberg, Bremerhaven, Daljan, Dnyipro, Esbjerg, Jinan, Kingston upon Hull, Kłajpeda, Lubeka, Malmö, Murmańsk, St. Louis[18]

## Közlekedés
A városnak van tengeri kikötővel, repülőtérrel és nemzetközi utakkal rendelkezik (európai úthálózat E28 és európai úthálózat E65). Szczecin számos városban rendelkezik vasúti összeköttetéssel, többek között Świnoujście, Gdańsk, Olsztyn, Suwałki, Varsó, Krakkó, Zakopane, Wrocław, Poznań, Berlin és Lübeck. Van egy busz és villamos hálózat (ZDiTM – Zarząd Dróg i Transportu Miejskiego, Kezelése Utak és Közlekedési Hatóság). A busz hálózata a Police városával van megosztva (buszvonalak a nap folyamán, villamosok és éjszakai vonalak).